# 니키 리드
니키 리드(Nikki Reed, 1988년 5월 17일 ~ )는 미국의 배우, 모델, 싱어송라이터이다.

## 사생활
폴 맥도날드와 교제하다 2011년에 결혼하여 2015년에 이혼하였다. 결혼 생활 중인 2014년 중반, 《뱀파이어 다이어리》에서 데이먼 살바토르 역을 맡은 이안 서머홀더와 교제하였으며 이듬해인 2015년 캘리포니아 해변에서 결혼식을 올렸다. 2017년 7월 25일, 딸을 낳았다.

## 참여 작품

### 영화
- 13살의 반란
- 독타운의 제왕들
- 캘리포니아 뷰티
- 트와일라잇 (2008년 영화)
- 뉴문 (2009년 영화)
- 이클립스 (2010년 영화)
- 캐치 44
- 브레이킹 던 part 1
- 브레이킹 던 part 2
- 엠파이어 스테이트 (영화)
- 고양이 살인사건

### 텔레비전
- The O.C.
- 슬리피 할로우 (드라마)